# Ange pleureur (sculpture)
Cet article possède un paronyme, voir Ange Pleureur.
L'Ange pleureur est une sculpture d'un tombeau de la cathédrale d'Amiens popularisée pendant la Première Guerre mondiale par les soldats de l'armée britannique qui envoyaient de par le monde des cartes postales le représentant.

## Historique
L'Ange pleureur ou Ange qui pleure est un symbole fréquent de la statuaire funéraire. En France, c'est l'un des éléments les plus connus de la cathédrale Notre-Dame d'Amiens. C'est l'un des symboles funéraires ornant le mausolée du chanoine Guilain Lucas de Genville (mort en 1628) - œuvre réalisée en 1636 par Nicolas Blasset, sculpteur amiénois qui travailla pour la cathédrale de 1630 à 1659.
La tradition rapporte que la statue de l'Ange pleureur n'était pas prévue dans le projet initial, mais, comme un différend financier opposait l'artiste et le chapitre cathédral, le sculpteur consentit, moyennant finance, à rajouter la sculpture de l'ange.

## Caractéristiques

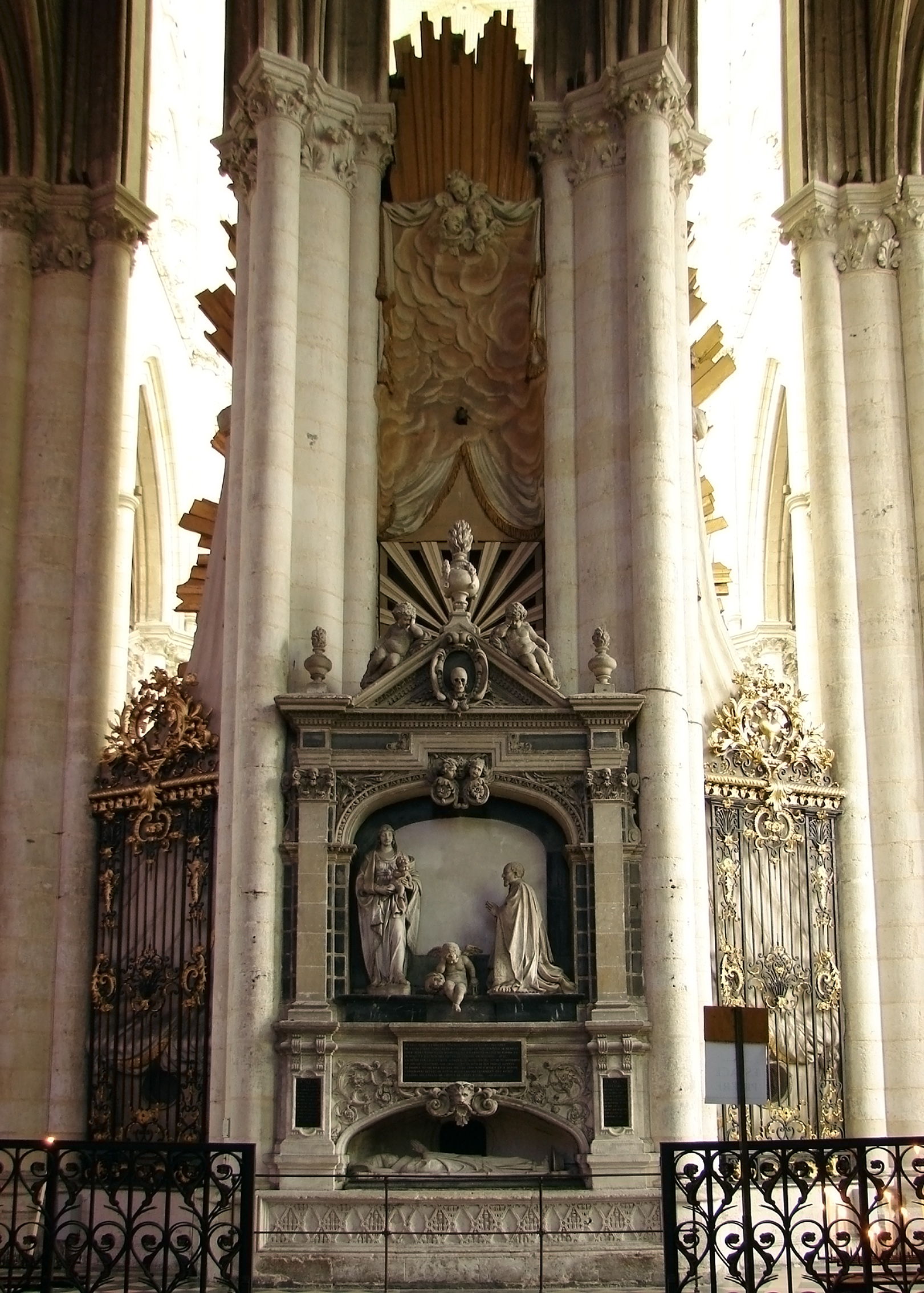
Tombeau du chanoine Lucas.

Le mausolée se superpose à deux autres tombeaux, celui de l'évêque Arnoul de la Pierre, dont il ne reste que le soubassement, surmonté du gisant du cardinal Jean de La Grange et enfin celui du chanoine Lucas. C'est dans la partie supérieure que se situe l'Ange pleureur.
Cette sculpture est visible juste derrière le chœur, face à l'entrée de la chapelle axiale, au-dessus du gisant du cardinal de La Grange, mains jointes, dans un enfeu du soubassement. Dans la partie supérieure, le dignitaire ecclésiastique ayant fondé une Maison de Charité, également appelée « École des enfants bleus », est représenté, de profil et agenouillé sur le côté d'une statue de la Vierge à l'Enfant montrée de face. Entre le chanoine et la Vierge, au centre du monument, le célèbre Ange pleureur symbolise le chagrin des orphelins dont le chanoine s'était occupé.
Le petit angelot ou Putto, assis, pied gauche en avant, a la main gauche posée sur un sablier (symbole de la brièveté de la vie), et la droite soutenant, au niveau de la tempe, sa tête légèrement inclinée. Dans son abandon à la douleur, il prend ainsi appui avec le coude sur le crâne d'un squelette, symbole de la mort.
Alors que deux autres chérubins, dépourvus d'ailes, décorent symétriquement le fronton du mausolée, c'est ce petit personnage, plus porteur d'émotion et installé plus bas (donc plus proche des fidèles et des visiteurs), qui fut l'objet, de la part des Amiénois et des habitants des villages proches, d'une admiration dès le XVIIe siècle.

## Une notoriété locale
Sa popularité prit une ampleur particulière au XIXe siècle. Quelques représentations, gravures et dessins ayant alors commencé à circuler, la reproduction plus ou moins fidèle de cette petite statue devint presque un phénomène de mode locale. Des familles de notables ou de commerçants aisés en ornèrent leur tombe familiale. Christine Debrie en répertoria ainsi sept au cimetière de La Madeleine à Amiens et une dans celui de Saint-Agnan à Grivesnes.
Une reproduction en plâtre est installée dans le transept Nord, près de l'autel dédié à saint Joseph dans l'église de Bovelles, édifiée en 1870.
Une copie a aussi été réalisée en 1874 par Gédéon de Forceville pour contribuer à l'illustration du monument installé de nos jours au milieu du rond-point de la place du Maréchal-Joffre entre la rue des Otages et la rue de Saint-Fuscien, non loin de la gare, à Amiens.

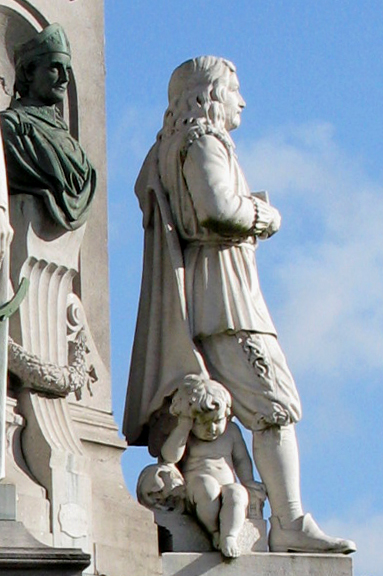
Détail du monument du rond-point de la place Joffre
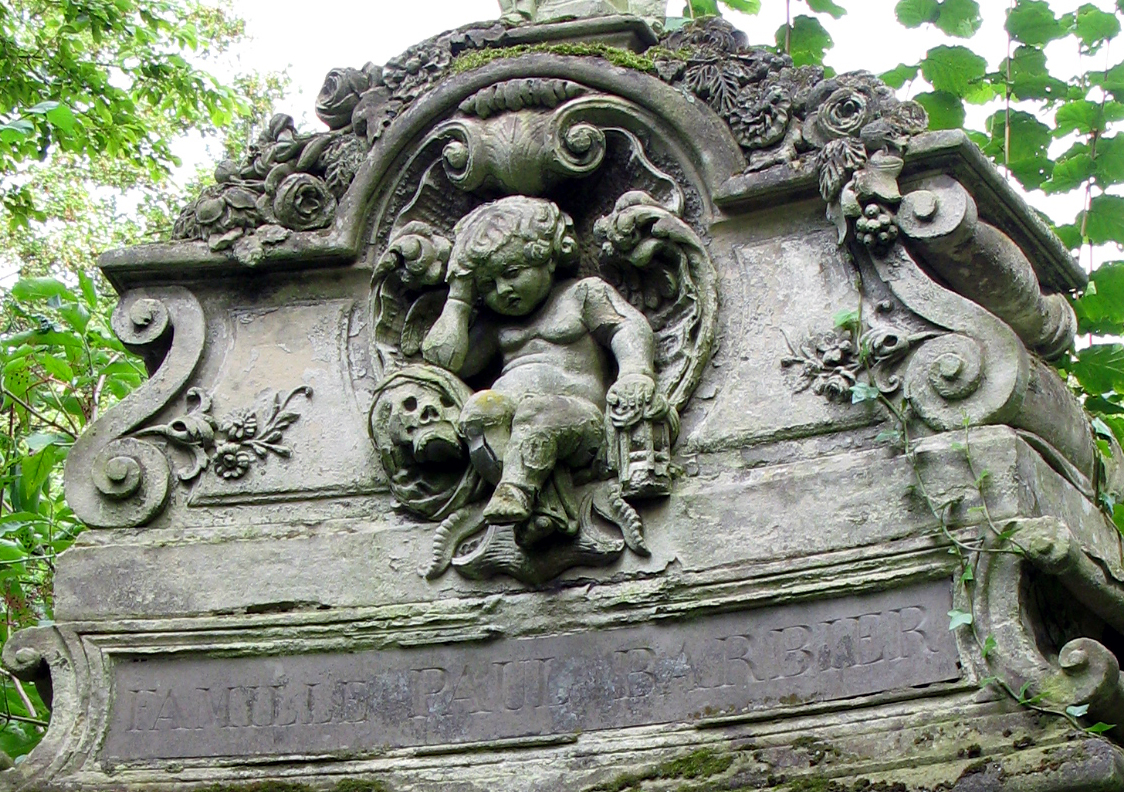
Tombe familiale Paul-Barbier
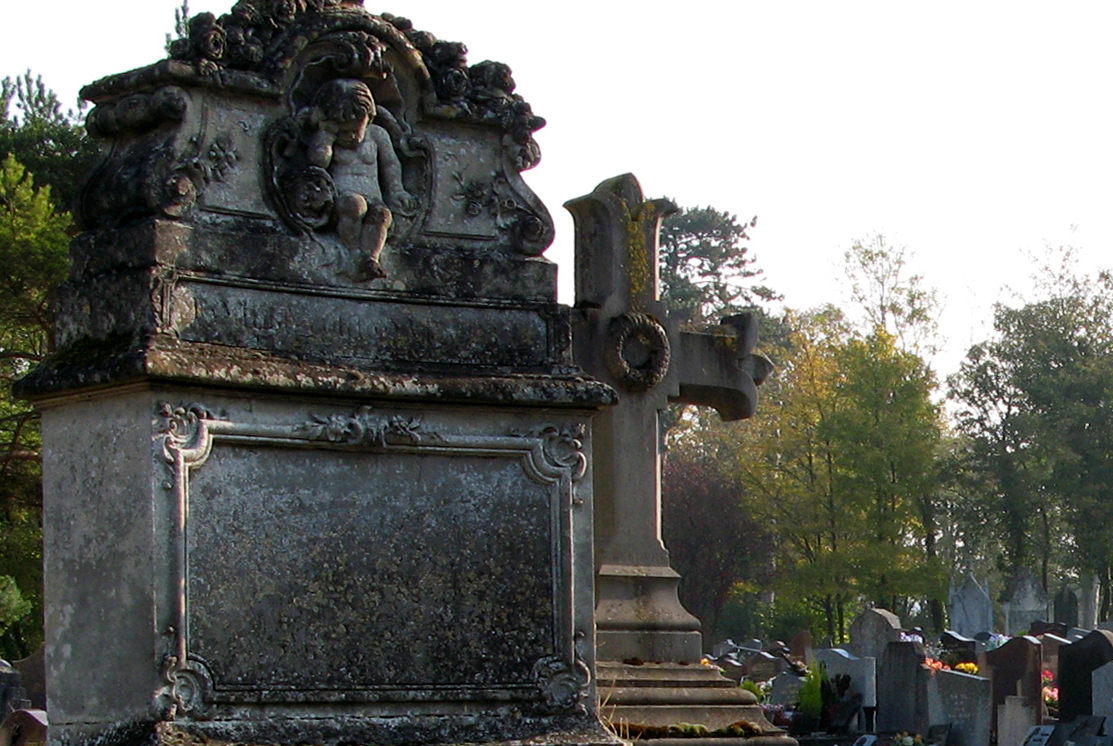
Tombe familiale Corroyer-Paul

## Une notoriété mondiale
Pendant la Première Guerre mondiale, des centaines de milliers de cartes postales, de médailles, de presse-papier, de bénitiers, de bijoux, etc. furent fabriqués à l'effigie de cet ange et vendus par les commerçants d'Amiens notamment aux soldats du Commonwealth qui les emmenèrent ou les envoyèrent à leurs familles, aux quatre coins de l'empire britannique.